# 太空孤航
《太空孤航》（英語：Spaceman）是一部2024年美國科幻劇情片，改編自捷克小說家雅羅斯拉夫·卡爾法（Jaroslav Kalfař）的2017年作品《波西米亞太空人》，講述當一名太空人被派往銀河系邊緣收集神秘的遠古塵埃時，發現自己在地球家鄉的人生支離破碎；一直潛伏在飛船陰影中的生物成為他唯一的求助對象，該生物在此期間不斷地與他對話。電影由喬漢·倫克執導，科比·戴（Colby Day）執筆改編劇本，亞當·山德勒、保羅·迪諾、凱莉·墨里根、昆瑙·纳亚尔、莉娜·歐琳及伊莎貝拉·羅塞里尼主演。
《太空孤航》2024年2月20日在第74屆柏林影展舉行全球首映，2024年3月1日在Netflix全球上線。

## 演員
- 亞當·山德勒飾演雅庫布·普羅查茲卡（Jakub Procházka）
- 保羅·迪諾飾演哈努斯（Hanuš，配音）
- 凱莉·墨里根飾演琳卡·普羅查茲卡（Lenka Procházka）
- 昆瑙·纳亚尔飾演彼得（Peter）
- 莉娜·歐琳飾演茲德娜（Zdena）
- 伊莎貝拉·羅塞里尼飾演圖馬局長（Commissioner Tuma）

## 製作
2020年10月，Netflix宣布將捷克小說家雅羅斯拉夫·卡爾法（Jaroslav Kalfař）的2017年作品《波西米亞太空人》改編成同名長片，由科比·戴（Colby Day）執筆改編劇本，喬漢·倫克執導，亞當·山德勒主演。2021年4月，凱莉·墨里根簽約參演，電影更名為《太空孤航》（Spaceman）。2021年4月19日，保羅·迪諾和昆瑙·纳亚尔加入演出陣容。
電影2021年4月19日在紐約市開始主要拍攝，2021年7月1日在捷克宣告殺青。在捷克，拍攝地點包含布拉格以及該國中捷克州的周邊地區。

## 發行
《太空孤航》2024年2月20日在第74屆柏林影展特別單元舉行全球首映。電影2024年3月1日在Netflix全球上線。此前定於2023年發行，但受到2023年SAG-AFTRA大罷工影響而延期。

## 外部連結
- 在Netflix上觀看《太空孤航》
- 互联网电影数据库（IMDb）上《太空孤航》的资料（英文）